# Iranarpia
Iranarpia is een geslacht van vlinders van de familie grasmotten (Crambidae), uit de onderfamilie Scopariinae.

## Soorten
- I. albalis Amsel, 1961
- I. silacealis Amsel, 1951